# Bandiera del Mali
La bandiera del Mali è stata adottata il 1º marzo 1961. La bandiera è un tricolore a bande verticali, basato sul modello francese, con i tradizionali colori panafricani. Dal lato del pennone sono: verde, giallo e rosso. Il giallo, simbolo di produttività, era precedentemente caricato con la figura stilizzata di un danzatore, figura simbolica assai diffusa nel paese.

## Bandiere storiche
| Bandiera  | Anni in uso         | Proporzioni     | Governo                                                         | Descrizione |
| --------- | ------------------- | --------------- | --------------------------------------------------------------- | --- |
|           | c. 1324             | 4:7 (possibile) | Impero del Mali (possibile)                                     | Una ricostruzione dello stendardo usato da Musa I sul hajj, una possibile bandiera dell'Impero del Mali. Consisteva in un rettangolo giallo bordato di rosso. |
|           | 1880–1958           | 2:3             | Sudan francese, la colonia del Sudan francese tra 1880 and 1959 | Il Tricolore francese venne usato come bandiera ufficiale per tutto il periodo coloniale. |
|           | 1958–1959           | 2:3             | Sudan francese, la colonia del Sudan francese tra 1880 and 1959 | Una bandiera specifica per il Sudan francese venne adottata nel 1958 quando il Sudan francese ottenne l'autonomina nell'ambito della Comunità francese. Consisteva nel classico tricolore francese con all'interno della banda bianca la stilizzazione di un omino detto Kanaga. |
|           | 1959–1960           | 2:3             | Federazione del Mali                                            | La bandiera inizialmente adottata dopo l'indipendenza del Mali consisteva in un tricolore verticale verde, giallo e rosso con in nero nella fascia gialla il Kanaga. |
| 1960-1961 | Repubblica del Mali | 2:3             |                                                                 | La bandiera inizialmente adottata dopo l'indipendenza del Mali consisteva in un tricolore verticale verde, giallo e rosso con in nero nella fascia gialla il Kanaga. |
|           | Repubblica del Mali | 1961–oggi       | 2:3                                                             | L'attuale bandiera del Mali adottata il 1 Marzo 1961, dopo la dissoluzione della federazione del Mali venne rimosso il Kanaga dal centro della bandiera. |